# Elecciones generales de Japón de 1947
Las 23.ª elecciones a la Cámara de Representantes (第23回衆議院議員総選挙 Dai-nijūsankai Shugiin-giin sōsenkyo?), la cámara baja de la Dieta Nacional de Japón, se llevaron a cabo el 25 de abril de 1947. El Partido Socialista de Japón (PSJ) ganó 143 de los 466 escaños que había en liza, convirtiéndose así en el principal partido de la cámara baja. La participación fue de un 67,9%. Técnicamente hablando, estas constituyeron las últimas elecciones que se celebraron bajo la Constitución Meiji, ya que el 3 de mayo de ese año entraba en vigor la actual Constitución de Japón. Las anteriores elecciones habían tenido lugar en 1946.
Muchas de las que luegon serían figuras importantes en la política japonesa fueron elegidos miembros de la Cámara de Representantes en estas elecciones, como fue el caso de los políticos conservadores Shigeru Yoshida, Tanzan Ishibashi, Zenko Suzuki y Kakuei Tanaka.
El candidato del PSJ, Tetsu Katayama, formó un gobierno de coalición y se convirtió en el primer socialista japonés que ocupaba el cargo de jefe de Gobierno.

## Resultados
|  | 26.55 % |

|  | 26.33 % |

|  | 26.31 % |

|  | 7.00 % |

|  | 3.67 % |

|  | 0.78 % |

|  | 4.29 % |

|  | 5.86 % |

|  | 98.44 % |

|  | 1.56 % |

|  | 100.00 % |

|  | 67.95 % |